# Göpringhausen
Göpringhausen ist ein Ortsteil von Nümbrecht im Oberbergischen Kreis im südlichen Nordrhein-Westfalen innerhalb des Regierungsbezirks Köln.

## Lage und Beschreibung
Der Ort liegt in Luftlinie rund 1,45 km nordwestlich vom Ortszentrum von Nümbrecht entfernt.

## Geschichte
1341 wurde der Ort das erste Mal urkundlich erwähnt, und zwar in der „Vereinbarung eines Burgfriedens und Eingrenzung des Bifangs zu Homburg“. Die Schreibweise der Erstnennung war Geubrickusen/Geupringkusenn.